# Kirakkajärvi (sjö, lat 69,59, long 28,90)
Kirakkajärvi är en sjö i Finland. Den ligger i kommunen Enare i landskapet Lappland, i den norra delen av landet, 1 100 km norr om huvudstaden Helsingfors. Kirakkajärvi ligger 97,4 meter över havet. Den är 22 meter djup. Arean är 3,06 kvadratkilometer och strandlinjen är 20,45 kilometer lång. Sjön  ingår i Neidenälvens huvudavrinningsområde.   Den sträcker sig 2,3 kilometer i nord-sydlig riktning, och 2,4 kilometer i öst-västlig riktning.